# Dioh Williams
Dioh Clarence Williams, född 8 oktober 1984 i Monrovia, är en liberiansk fotbollsspelare som spelar som anfallare för Enköpings IS. Han har även spelat för Liberias landslag.

## Karriär
Williams kom till Floda BoIF i Division 3 2002 tillsammans med landsmännen Jimmy Dixon och Dulee Johnson. De tre värvades över till BK Häcken redan säsongen efter. I Häcken var Williams given i startelvan och stod för många mål. Williams har spelat sex landskamper för Liberia och han avgjorde bland annat kvalmatchen till Afrikanska mästerskapen mot Rwanda 2006. Williams spelade mellan 2011 och 2014 i BK Häcken.
Den 14 februari 2014 skrev Williams på ett treårskontrakt med Gefle IF. I februari 2018 gick han till maldiviska TC Sports Club.
I juni 2020 gick Williams till division 2-klubben Fanna BK. Säsongen 2021 gick han till division 3-klubben Procyon BK.

## Statistik
- 2003: 26 matcher/16 mål i Superettan, samt 1 match i Svenska cupen och 2 kvalmatcher
- 2004: 27 matcher/16 mål i Superettan, samt 4 matcher i Svenska cupen/1 mål
- 2005: 25 matcher/8 mål i Fotbollsallsvenskan
- 2006: 25 matcher/4 mål i Fotbollsallsvenskan, samt 1 kvalmatch
- 2007: 17 matcher/10 mål i Superettan
- 2007/2008: 20 matcher/5 mål i Superligaen
- 2008/2009: 16 matcher/5 mål i Superligaen